# Susana García de Salazar
Susana García de Salazar, Vitoria 1972 , es una pianista española.

## Biografía
Nace en Vitoria, donde comienza sus estudios musicales en el Conservatorio “Jesús Guridi”. Tras finalizar en su ciudad natal el grado medio con el profesor A. Nieto, es becada por la Musikhochschule de Basilea (Suiza), continuando su formación como pianista con P. Efler y A. Oetiker. Su interés por el mundo del lied y de la música de cámara, le impulsa a realizar estudios de correpetición con A. Guttman y de cámara con I. Monyghetti. Simultáneamente prepara el Grado Superior de piano de España obteniendo las máximas calificaciones.

## Trayectoria
Ha ampliado su formación acudiendo a clases magistrales con A. Cano, Ch. Elton, E. Kolodin o A. Woxman (técnica Alexander) y participando como pianista titular en la Joven Orquesta de Euskal Herria (E.G.O) en 1999.
A su regreso a España, continúa trabajando con el pianista R. Requejo afianzando su vínculo con el repertorio de pianista acompañante. Junto a Carlos Mena, contratenor, grabó para Harmonía Mundi un disco de música vasca del siglo XX, “Paisajes del recuerdo”, elogiado por crítica y medios.
Ha tocado en las salas Kursaal de San Sebastián, Palacio Euskalduna de Bilbao, Teatro Principal de Vitoria, Teatro Lope de Vega de Valladolid, Auditorio Fonseca de Salamanca, Ciclo de Lied del Teatro de la Zarzuela de Madrid, Teatro Arriaga de Bilbao, Chillida Leku dentro de la Quincena Musical Donostiarra, Musikaste en Rentería, Grosser Saal de Basilea en Suiza, Festival Folle Journé de Nantes y Lisboa, Semanas Musicales de Tourraine en Tours, Francia, Festival de Monty en Bélgica. 
En el año 2020 lanza el disco "Inéditas"(La voz invisible de las compositoras) que recoge parte de la producción de Julie-Adrienne Carricaburu, Emiliana de Zubeldia, Emma Chacón y Anita B. Idiartborde, cuatro autoras diferentes entre sí a la hora de afrontar su trabajo musical pero a las que les unen la coincidencia en el tiempo, finales del siglo XIX y el siglo XX, y en el lugar, el País Vasco a un lado y otro del Bidasoa. Grabado en el mes de diciembre de 2019 en el aula magna del Conservatorio Jesús Guridi por la propia García de Salazar junto a Eugenia Boix (voz) y Teresa Valente (violoncello),

## Discografía
- 2020 - Inéditas, la voz invisible de las compositoras.
- 2007 - Hmnews - Nouveautés Harmonia Mundi Janvier / Juin 2007. Baratza Baten Lore Polit Bat. (2007, Harmonia Mundi France) (LC 7045)
- 2007 - Paisajes Del Recuerdo (Compositores Vascos Contemporáneos) (2007, Harmonia Mundi France) (HMI 987073)

## Vídeos
- 2020 -Fundación Juan March, Madrid, enero de 2020 - Aula de (Re)estrenos (109). Voces inéditas: mujeres compositoras. Enlace.
- 2017 -Concierto del Ciclo de Cámara del Principal 2017- M. Ravel. Deux mélodies hébraïques. Carlos Mena, contratenor. Susana García de Salazar, piano. Enlace.
- 2017 -Concierto del Ciclo de Cámara del Principal 2017- Francisco Ibáñez Irribarria. Os miro antes de irme. Carlos Mena, Susana García de Salazar. Enlace.